# Томсон, Юлиус
Юлиус Александр Томсон (англ. Julius Alexander Thomson; 4 сентября 1882, Торонто — 26 октября 1940, Кенора, Онтарио) — канадский гребец, бронзовый призёр летних Олимпийских игр 1908 года.
На Играх 1908 года в Лондоне Томсон входил в экипаж восьмёрок. Эта команда выиграла четвертьфинал, но проиграла полуфинал будущим чемпионам из Великобритании и разделила в итоге третье место, получив бронзовые награды.